# Ночкинский сельсовет
Ночкинский сельсовет — муниципальное образование со статусом сельского поселения в Никольском районе Пензенской области Российской Федерации.
Административный центр — железнодорожная станция Ночка.

## История
Статус и границы сельского поселения установлены Законом Пензенской области от 2 ноября 2004 года № 690-ЗПО «О границах муниципальных образований Пензенской области».

## Население
| 2002  | 2010  | 2012  | 2013  | 2014  | 2015  | 2016  |
| ----- | ----- | ----- | ----- | ----- | ----- | ----- |
| 1808  | ↘1518 | ↘1449 | ↘1383 | ↘1341 | ↘1309 | ↘1263 |
| 2017  | 2018  | 2021  |       |       |       |       |
| ↘1252 | ↘1204 | ↘1121 |       |       |       |       |

## Состав сельского поселения
| № | Населённый пункт | Тип населённого пункта                          | Население |
| - | ---------------- | ----------------------------------------------- | --------- |
| 1 | Заречный         | посёлок                                         | 43        |
| 2 | Кравково         | село                                            | ↘238      |
| 3 | Маховка          | деревня                                         | ↘164      |
| 4 | Новоараповка     | деревня                                         | 70        |
| 5 | Ночка            | деревня                                         | 20        |
| 6 | Ночка            | железнодорожная станция, административный центр | ↘526      |
| 7 | Субботино        | деревня                                         | ↘457      |